# Jack Watling
Pour les articles homonymes, voir Watling.
Jack Watling est un acteur britannique né le 13 janvier 1923 à Chingford (Royaume-Uni), mort le 22 mai 2001 à Chelmsford (Royaume-Uni).

## Filmographie
- 1938 : Sixty Glorious Years : Bit Part
- 1942 : The Day Will Dawn : Lieutenant
- 1942 : Flying Fortress : Rear gunner
- 1942 : The Young Mr. Pitt : Bit Part
- 1943 : Plongée à l'aube (We Dive at Dawn) : Navigating Officer - Lt. Gordon
- 1943 : The Demi-Paradise : Tom
- 1944 : L'Héroïque parade (The Way Ahead) : Sgt. Buster, Marjorie's boyfriend
- 1946 : La Grande aventure (Journey Together) : John Aynesworth
- 1947 : The Courtneys of Curzon Street : Teddy Courtney
- 1948 : Easy Money : Dennis Stafford
- 1948 : The Winslow Boy : Dickie Winslow
- 1948 : Quartet : Nicky (segment "The Facts of Life")
- 1949 : Les Amants du Capricorne (Under Capricorn) : Winter
- 1950 : Once a Sinner (en) : John Ross
- 1950 : Maria Chapdelaine : Robert Gagnon
- 1951 : Private Information : Hugh
- 1951 : White Corridors : Dick Groom
- 1952 : Flannelfoot : Frank Mitchell
- 1952 : Father's Doing Fine : Clifford Magill
- 1953 : Stryker of the Yard : Tony Ashworth
- 1953 : Number Three (TV) : Bill Hollies
- 1953 : Meet Mr. Lucifer : Jim Norton
- 1954 : The Golden Link : Bill Howard
- 1954 : Dangerous Cargo : Tom Matthews
- 1954 : A Time to Kill : Dennis Willows
- 1954 : Tale of Three Women : Dick (segment "Thief of London' story)
- 1954 : Révolte dans la vallée (Trouble in the Glen) : Sammy Weller
- 1954 : The Sea Shall Not Have Them : Flying Officer Harding
- 1955 : Windfall : John Lee
- 1955 : Dossier secret (Mr. Arkadin) : Marquis of Rutleigh
- 1956 : Reach for the Sky : Peel
- 1957 : Chain of Events : Freddie
- 1957 : That Woman Opposite : Toby Lawes
- 1957 : The Birthday Present : Bill Thompson
- 1957 : L'Admirable Crichton (The Admirable Crichton) : Treherne
- 1958 : The Solitary Child : Cyril
- 1958 : Inspecteur de service (Gideon's Day) : Rev. Julian Small
- 1958 : Atlantique, latitude 41° (A Night to Remember) : Fourth Officer Joseph Boxhall
- 1958 : Links of Justice : Edgar Mills
- 1960 : Coulez le Bismarck ! (Sink the Bismarck!) : Signals Officer
- 1960 : The World of Tim Frazer (série TV) : Major Lockwood
- 1961 : Flat Two : Frank Leamington
- 1961 : Nearly a Nasty Accident (en) : Flight Lt. Grogan
- 1961 : Three on a Spree : Michael Brewster
- 1961 : Mary Had a Little... : Scott Raymond
- 1961 : The Queen's Guards : Capt. Shergold
- 1961 : Nothing Barred : Peter Brewster
- 1961 : Anna Karenina (TV)
- 1962 : Never Back Losers
- 1963 : The Plane Makers (série TV) : Don Henderson
- 1964 : Who Was Maddox? : Jack Heath
- 1965 : Memoirs of a Chaise Longue (TV)
- 1965 : The Newcomers (série TV) : Hugh Robertson
- 1965 : Confession à un cadavre (The Nanny) : Dr. Medman, Fane's Upstairs Neighbor
- 1965 : The Power Game (série TV) : Don Henderson
- 1963 : Doctor Who (série TV) : « The Abominable Snowmen » Le Professeur Travers
- 1970 : Bright's Boffins (série TV)
- 1972 : Father Dear Father : Bill
- 1972 : Follow Me! : Wealthy Client
- 1972 : The Pathfinders (série TV) : Doc Saxon
- 1972 : The Adventures of Barry McKenzie
- 1974 : 11 Harrowhouse : Fitzmaurice
- 1977 : Lord Tramp (série TV)
- 1981 : Doctor's Daughters (série TV) : Dr. Roland Carmichael
- 1983 : Andy Robson (série TV) : Matthew
- 1987 : Fortunes of War (feuilleton TV) : Sir Desmond Hooper
- 1995 : Downtime (vidéo) : Prof. Travers